# Muławki
Muławki (niem. Muhlack) – wieś w Polsce, położona w województwie warmińsko-mazurskim, w powiecie kętrzyńskim, w gminie Kętrzyn.
W latach 1975–1998 miejscowość administracyjnie należała do województwa olsztyńskiego.
Do sołectwa Muławki należą Grabno i Wymiary.
Wieś położona jest przy drodze wojewódzkiej nr 591 Kętrzyn – Mrągowo.

## Integralne części wsi
| SIMC    | Nazwa   | Rodzaj     |
| ------- | ------- | ---------- |
| 0477825 | Wymiary | przysiółek |

## Historia
Wieś lokowana była w 1412 na prawie chełmińskim. Jej obszar w tym czasie wynosił 44 włóki, z których cztery należały do Krystiana Nathora. W 1469 wielki mistrz krzyżacki Henryk VI Reuss von Plauen oddał wieś w zastaw Niclusowi Scholczemu i Andreasowi Prewningowi. W XVIII w. wieś znajdowała się na uboczu w stosunku do głównych traktów komunikacyjnych. Gościniec z Kętrzyna do Mrągowa biegł wówczas przez Nową Wieś – Pręgowo – Wilkowo, omijając Muławki. W końcu XIX w. majątek ziemski w Muławkach należał do rodziny Werner. Razem z dwoma folwarkami miał powierzchnię 635ha. W 1817 w Muławkach było 38 domów.

## Demografia
- 1817 – 265
- 1925 – 273
- 1933 – 339
- 1939 – 363
- 1970 – 193
- 2000 – 113
- 2010 – 92 osoby.